# 沙国利
沙国利（1960年8月30日—），中国男子篮球运动员，曾随国家队参加1988年夏季奥林匹克运动会男子篮球比赛，最终获得第11名。退役后曾担任聋人篮球队教练。